# Nederlandse kampioenschappen indooratletiek 1995
De Nederlandse kampioenschappen indooratletiek 1995 werden op 18 en 19 februari in de Houtrusthallen in Den Haag gehouden.

## Uitslagen

### 60 m
| rang   | atleet                 | prestatie |
| ------ | ---------------------- | --------- |
| Goud   | Miguel Janssen         | 6,73 s    |
| Zilver | Regillio van der Vloot | 6,73 s    |
| Brons  | Dennis Tilburg         | 6,74 s    |

| rang   | atlete             | prestatie |
| ------ | ------------------ | --------- |
| Goud   | Jacqueline Poelman | 7,30 s    |
| Zilver | Nelli Cooman       | 7,30 s    |
| Brons  | Karin de Lange     | 7,55 s    |

### 200 m
| rang   | atleet             | prestatie |
| ------ | ------------------ | --------- |
| Goud   | Miguel Janssen     | 21,43 s   |
| Zilver | Marcel Welten      | 21,76 s   |
| Brons  | Patrick van Balkom | 21,83 s   |

| rang   | atlete             | prestatie |
| ------ | ------------------ | --------- |
| Goud   | Jacqueline Poelman | 23,66 s   |
| Zilver | Karin de Lange     | 24,16 s   |
| Brons  | Monique Bogaards   | 24,34 s   |

### 400 m
| rang   | atleet               | prestatie |
| ------ | -------------------- | --------- |
| Goud   | Allen Ellsworth      | 47,99 s   |
| Zilver | Maarten van der Veen | 48,00 s   |
| Brons  | Léon Haan            | 48,60 s   |

| rang   | atlete                 | prestatie |
| ------ | ---------------------- | --------- |
| Goud   | Letitia Vriesde        | 53,56 s   |
| Zilver | Monique Bogaards       | 53,93 s   |
| Brons  | Monique van der Meyden | 56,87 s   |

### 800 m
| rang   | atleet        | prestatie |
| ------ | ------------- | --------- |
| Goud   | Ton Baltus    | 1.52,40   |
| Zilver | Simon Vroemen | 1.52,46   |
| Brons  | Jan Raaphorst | 1.52,77   |

| rang   | atlete          | prestatie |
| ------ | --------------- | --------- |
| Goud   | Stella Jongmans | 2.02,98   |
| Zilver | Ester Goossens  | 2.06,40   |
| Brons  | Majelle Laman   | 2.07,85   |

### 1500 m
| rang   | atleet          | prestatie |
| ------ | --------------- | --------- |
| Goud   | Casper Vroemen  | 3.47,07   |
| Zilver | Frank Wiegman   | 3.48,44   |
| Brons  | Johan de Koning | 3.48,45   |

| rang   | atlete              | prestatie |
| ------ | ------------------- | --------- |
| Goud   | Yvonne van der Kolk | 4.13,15   |
| Zilver | Silvia Kruijer      | 4.20,93   |
| Brons  | Elly van Hulst      | 4.27,49   |

### 3000 m
| rang   | atleet        | prestatie |
| ------ | ------------- | --------- |
| Goud   | Simon Vroemen | 8.24,63   |
| Zilver | Stan Rijken   | 8.26,70   |
| Brons  | Marc van Rooy | 8.28,32   |

| rang   | atlete          | prestatie |
| ------ | --------------- | --------- |
| Goud   | Elly van Hulst  | 9.25,79   |
| Zilver | Vivian Ruijters | 9.41,48   |
| Brons  | Corina Dekker   | 9.50,31   |

### 5000 m snelwandelen
| rang   | atleet          | prestatie |
| ------ | --------------- | --------- |
| Goud   | Harold van Beek | 21.30,76  |
| Zilver | Henk Plasman    | 22.08,36  |
| Brons  | Edwin Holwerda  | 22.17,88  |

### 60 m horden
| rang   | atleet        | prestatie |
| ------ | ------------- | --------- |
| Goud   | James Sharpe  | 7,93 s    |
| Zilver | Sven Ootjers  | 7,94 s    |
| Brons  | Marcel Roosen | 8,06 s    |

| rang   | atlete            | prestatie |
| ------ | ----------------- | --------- |
| Goud   | Ine Langenhuizen  | 8,32 s    |
| Zilver | Mariette van Aken | 8,48 s    |
| Brons  | Anoek van Diessen | 8,71 s    |

### hoogspringen
| rang   | atleet           | prestatie |
| ------ | ---------------- | --------- |
| Goud   | Björn Groen      | 2,16 m    |
| Zilver | Wilbert Pennings | 2,13 m    |
| Brons  | Sven Ootjers     | 2,10 m    |

| rang   | atlete             | prestatie |
| ------ | ------------------ | --------- |
| Goud   | Anoek van Diessen  | 1,81 m    |
| Zilver | Saskia Oversluizen | 1,78 m    |
| Zilver | Judith van Gorp    | 1,75 m    |

### hink-stap-springen
| rang   | atleet            | prestatie |
| ------ | ----------------- | --------- |
| Goud   | Maarten Smitskamp | 14,64 m   |
| Zilver | Perry Vrisekoop   | 14,56 m   |
| Brons  | Bas de Vos        | 14,51 m   |

| rang   | atlete               | prestatie |
| ------ | -------------------- | --------- |
| Goud   | Annemarie Hendriks   | 12,64 m   |
| Zilver | Chawa Ringenoldus    | 12,08 m   |
| Brons  | Michelle Blommestijn | 11,73 m   |

### polsstokhoogspringen
| rang   | atleet             | prestatie |
| ------ | ------------------ | --------- |
| Goud   | Laurens Looije     | 5,40 m    |
| Zilver | Christian Tamminga | 5,40 m    |
| Brons  | Richard Coté       | 5,00 m    |

| rang | atlete         | prestatie |
| ---- | -------------- | --------- |
| Goud | Kirsti Mekking | 3,30 m    |

### verspringen
| rang   | atleet           | prestatie |
| ------ | ---------------- | --------- |
| Goud   | Ellsworth Manuel | 7,76 m    |
| Zilver | Emiel Mellaard   | 7,75 m    |
| Brons  | Laurens Looije   | 7,50 m    |

| rang   | atlete                | prestatie |
| ------ | --------------------- | --------- |
| Goud   | Maaike Olsthoorn      | 5,93 m    |
| Zilver | Pauline van der Roest | 5,89 m    |
| Brons  | Anoek van Diessen     | 5,79 m    |

### kogelstoten
| rang   | atleet            | prestatie |
| ------ | ----------------- | --------- |
| Goud   | Friso Hagman      | 17,50 m   |
| Zilver | Mike van der Bilt | 16,26 m   |
| Brons  | Stein Kuiper      | 16,03 m   |

| rang   | atlete          | prestatie |
| ------ | --------------- | --------- |
| Goud   | Corrie de Bruin | 17,49 m   |
| Zilver | Lieja Koeman    | 14,82 m   |
| Brons  | Linda Tukkers   | 14,54 m   |

1969 · 
1970 · 
1971 · 
1972 · 
1973 · 
1974 · 
1975 · 
1976 · 
1977 · 
1978 · 
1979 ·
1980 · 
1981 · 
1982 · 
1983 · 
1984 · 
1985 · 
1986 · 
1987 · 
1988 · 
1989 · 
1990 · 
1991 · 
1992 · 
1993 · 
1994 · 
1995 · 
1996 · 
1997 · 
1998 · 
1999 · 
2000 · 
2001 · 
2002 · 
2003 · 
2004 · 
2005 · 
2006 · 
2007 · 
2008 · 
2009 · 
2010 · 
2011 · 
2012 · 
2013 · 
2014 ·
2015 ·
2016 ·
2017 ·
2018 ·
2019 · 
2020 · 
2021 · 
2022 · 
2023 · 
2024 · 
2025